# Географія Сирії
Сирія — західноазійська країна, що знаходиться на південному-заході континенту . Загальна площа країни 185 180 км² (89-те місце у світі), з яких на суходіл припадає 183 630 км², а на поверхню внутрішніх вод — 1 550 км². Площа країни втричі менша за площу України. У рельєфі країни чітко виділяється два райони, західний гірський, що рядом середньовисотних хребтів відокремлює більшу рівнинну частину країни на сході . Клімат в країні загалом жаркий і посушливий, на території близько 3/5 від усієї площі країни випадає менше 250 мм атмосферних опадів на рік. Виокремлюється західна прибережна низовина і берегові гори з більш м'яким середземноморським типом клімату . Найбільша річка країни — Євфрат. На ній 1973 року була побудована гребля, що утворила найбільше в країні водосховище імені Асада .
Найголовніший природний ресурс країни — родючі ґрунти так званого Родючого Півмісяця, колиски прадавніх цивілізацій людства . Західна частина країни лежить в зоні типової середземноморської рослинності, на східному плато зона напівпустель і пустель, де рослинність буяє лише в долинах річок і в оазах . У країні було створено ряд природоохоронних територій заради захисту збіднілої під тиском сільського господарства природи .

## Назва
Офіційна назва — Сирійська Арабська Республіка, Сирія (араб. سورية — Ель-Джумухірія ель-Арабія ес-Сирія). Назва країни походить від давньогрецької назви країни — Сирія (дав.-гр. Συρία). Імовірно, пов'язано з ім'ям стародавньої держави Ассирія, хоча центр її фактично лежав у сучасному Іраку. Уперше топонім Сірі з'являється ще в клинописних глиняних табличках Давнього Вавилону. У доелліністичний період територія сучасної Сирії називалась Арам. Це ім'я дало назву арамейській мові, колишній лінгва франка на Близькому Сході, якою сьогодні говорять лише в кількох селах. Часто вживається інша арабська назва країни — Еш-Шам, тобто ліворуч. Ця назва пов'язана з ісламською системою орієнтування, якщо в Мецці, у священного каменю Кааби обернутися обличчям до сходу, то Сирія буде ліворуч. З 1958 по 1961 роки Сирія разом з Єгиптом утворювали єдину державу — Об'єднану Арабську Республіку.

## Географічне положення
Сирія — західноазійська країна, що межує з п'ятьма іншими країнами: на півночі — з Туреччиною (спільний кордон — 899 км), на сході — з Іраком (599 км), на півдні — з Йорданією (379 км), на південному заході — з Ізраїлем (83 км), на заході — Ліваном (403 км). Загальна довжина державного кордону — 2363 км. Голанські висоти — близько 1370 км², окуповані 1967 року Ізраїлем. Сирія на заході омивається водами Середземного моря Атлантичного океану. Загальна довжина морського узбережжя 193 км.

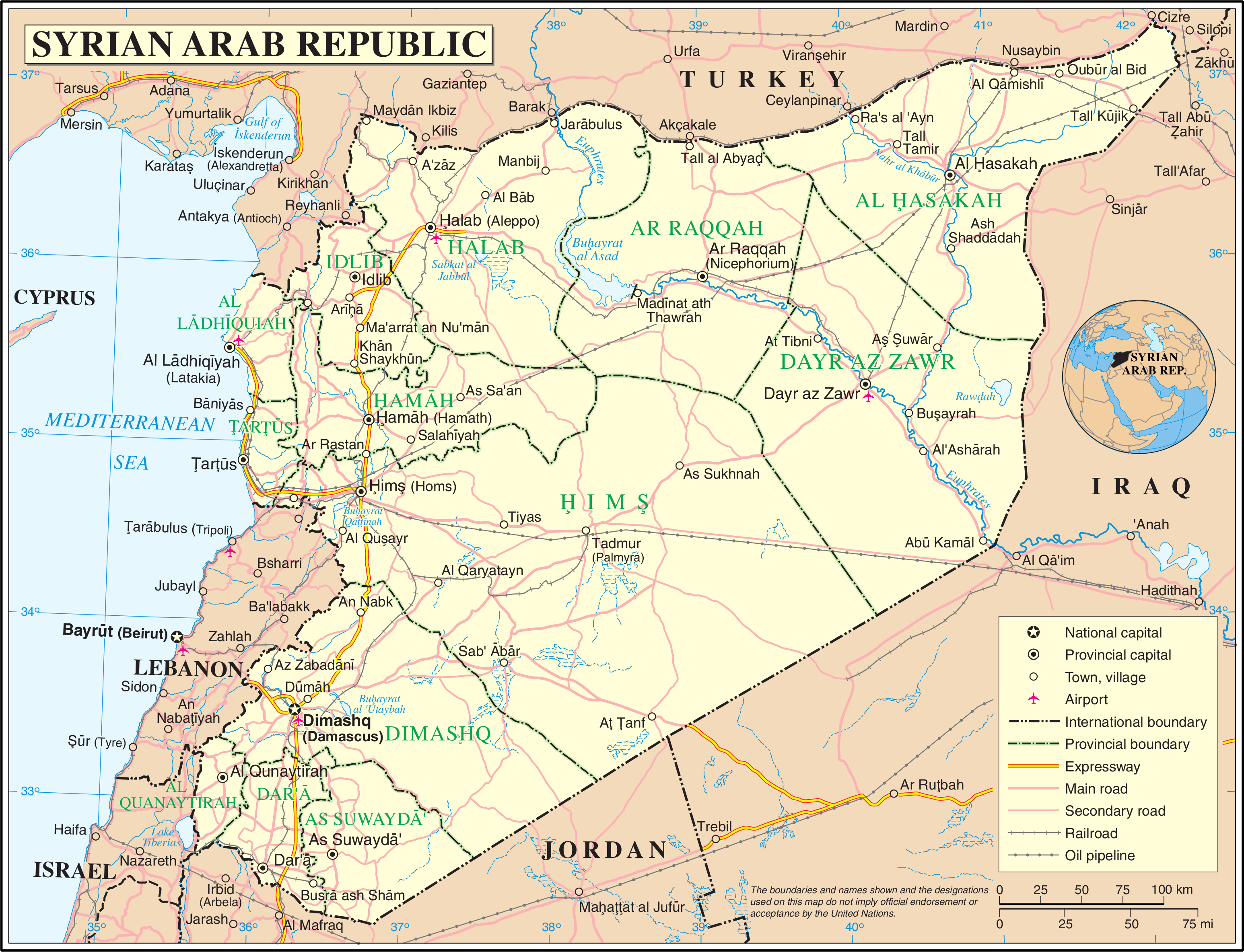
Карта Сирії від ООН (англ.)
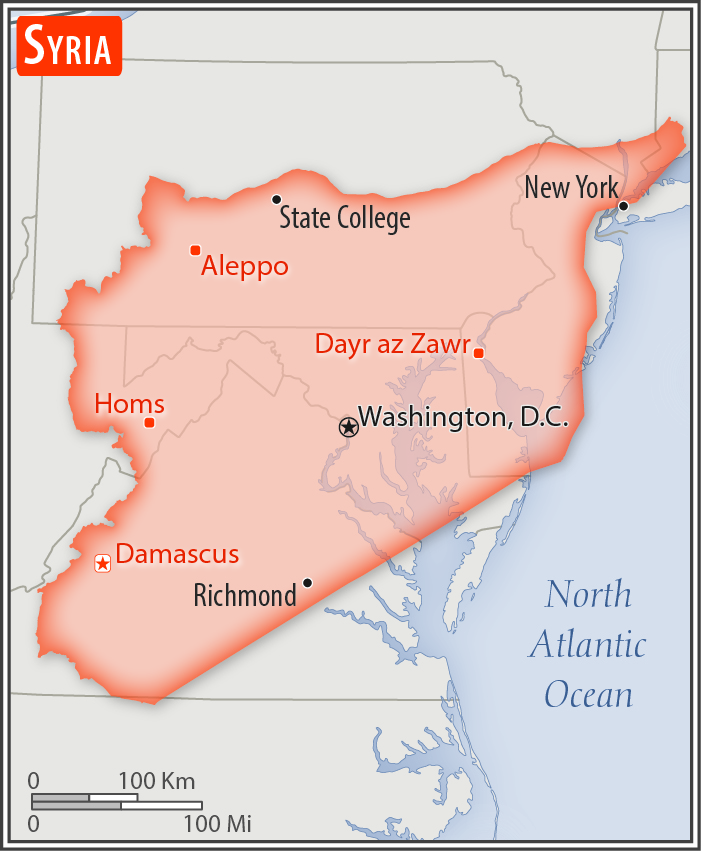
Порівняння розмірів території Сирії та США
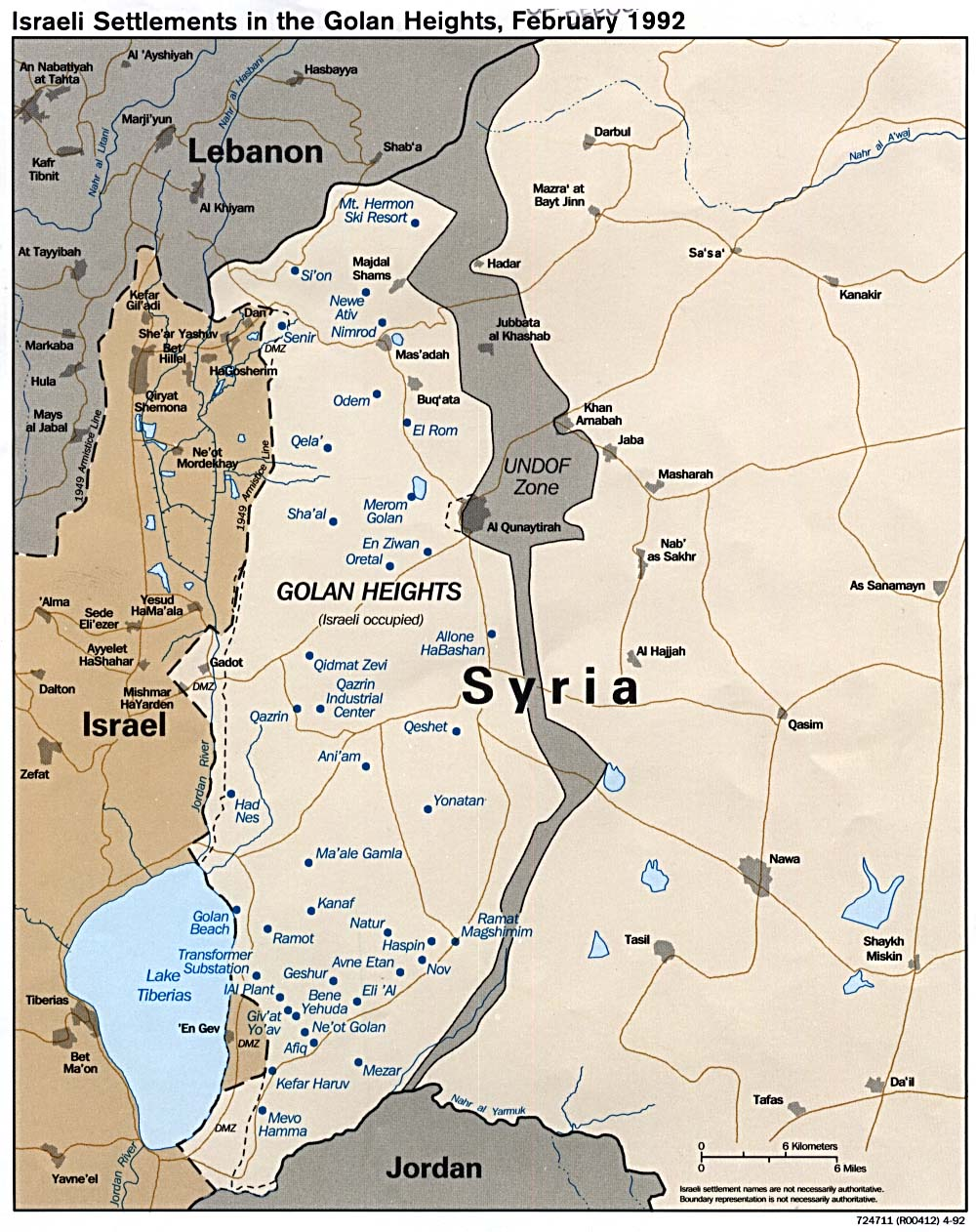
Голанські висоти

Згідно з Конвенцією Організації Об'єднаних Націй з морського права (UNCLOS) 1982 року, протяжність територіальних вод країни встановлено в 12 морських миль (22,2 км). Прилегла зона, що примикає до територіальних вод, в якій держава може здійснювати контроль необхідний для запобігання порушень митних, фіскальних, імміграційних або санітарних законів простягається на 24 морські милі (44,4 км) від узбережжя (стаття 33).

### Час
Час у Сирії: UTC+2 (той самий час, що й у Києві). Літній час вводиться опівночі останньої п'ятниці березня переводом годинникової стрілки на 1 годину вперед, скасовується опівночі першої п'ятниці листопада переводом годинникової стрілки на 1 годину назад.

## Геологія

### Корисні копалини
Надра Сирії багаті на ряд корисних копалин: нафту, фосфати, хром, марганець, бітум, залізну руду, кам'яну сіль, мармур, гіпс.

### Сейсмічність
Сейсмічно активними є західні і північні райони країни. Зокрема, на кордоні з Туреччиною, Сирія знаходиться на перетині Анатолійської, Аравійської та Африканської літосферних плит, які перебувають у постійному русі, через що у місцях розломів виникає тиск, раптове скидання якого й спричиняє землетруси та підземні поштовхи в цій місцевості.

## Рельєф
Середні висоти — 514 м; найнижча точка — уріз води Тиверіадського озера (-200 м); найвища точка — гора Хермон (2814 м) на Голанських висотах, окупованих Ізраїлем.

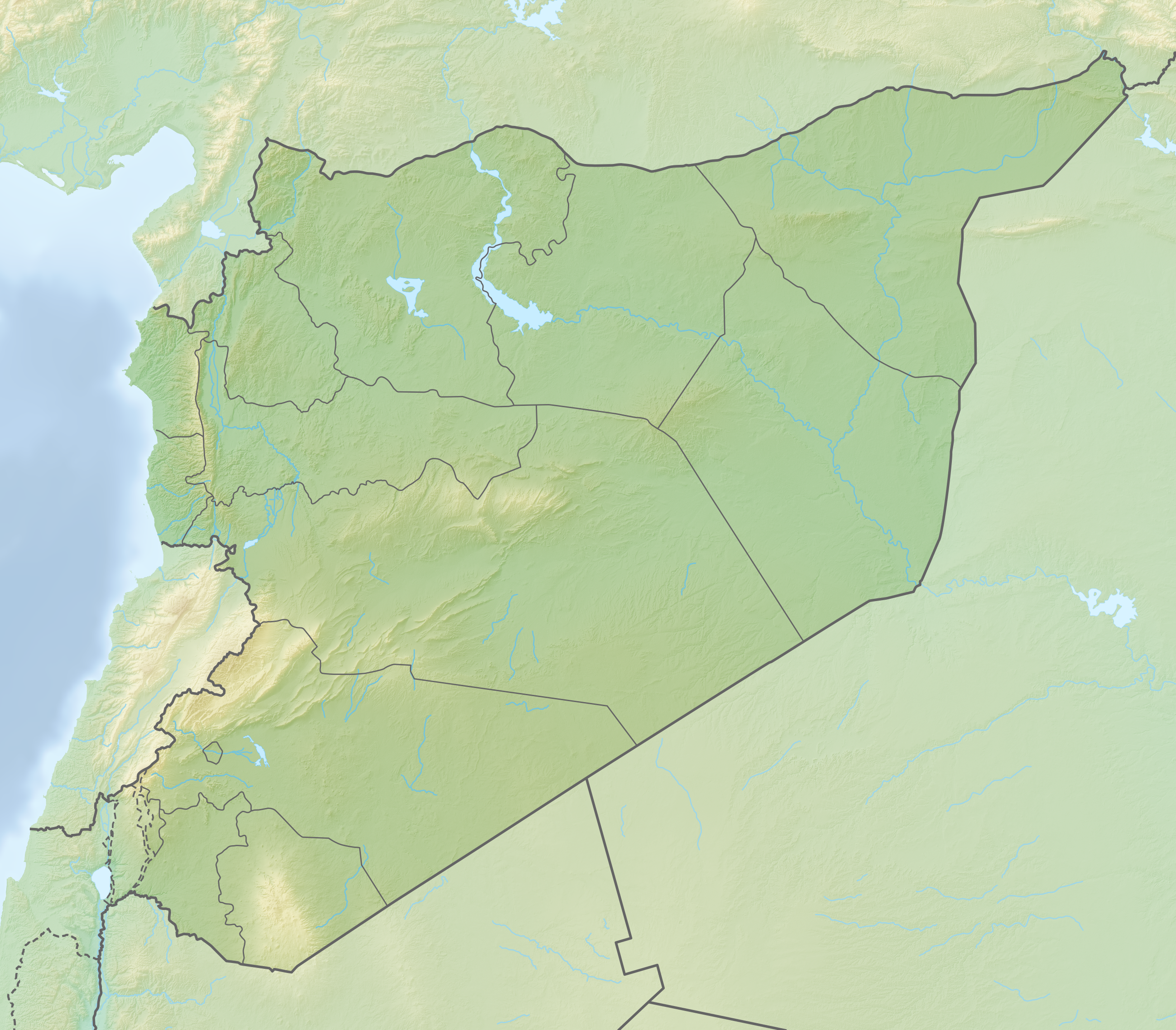
Рельєф Сирії
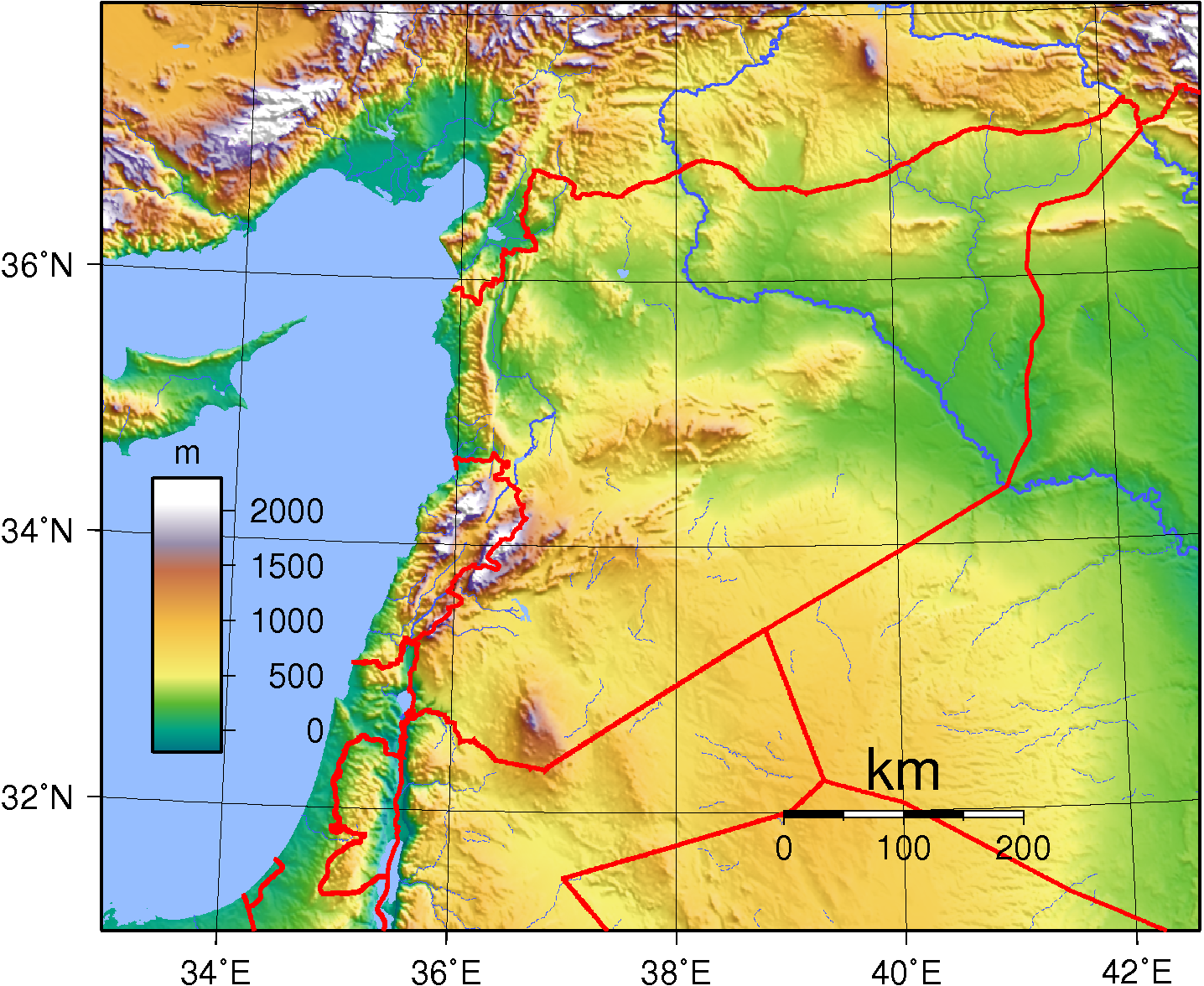
Рельєф Сирії
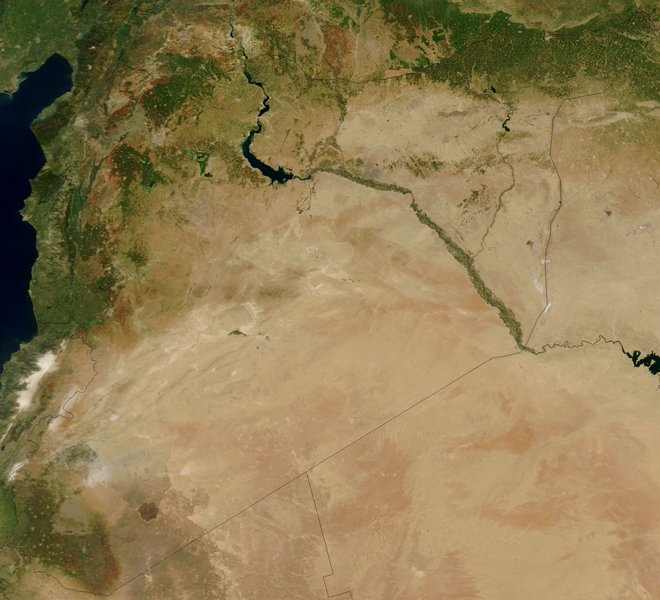
Супутниковий знімок поверхні країни
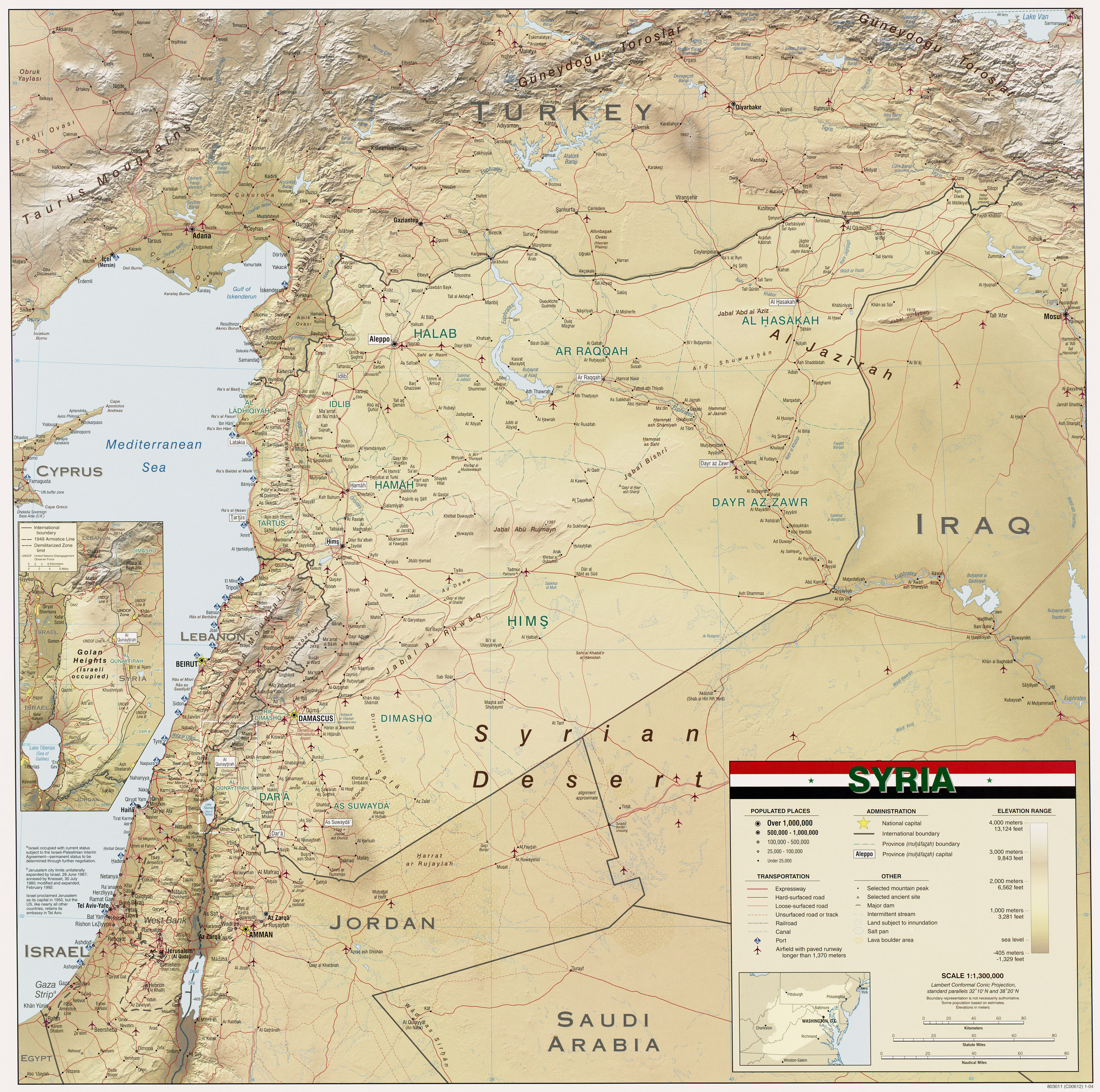
Карта країни (англ.)

Велика частина Сирії — це високе плато, висота якого над рівнем моря коливається від 200 до 700 м. Західна частина плато має досить різко виражений гірський рельєф. Тут тягнуться 2 гряди гірських масивів, розділені подовжнім пониженням — сирійським грабеном шириною 15-20 км; по дну його тече річка Ель-Асі (Оронт). Один з цих масивів, розташований на заході, носить назву Ан-Нусарія, найвища точка його досягає 1562 м. Цей масив майже паралельний морському узбережжю країни. Вздовж Середземного моря простяглася вузька прибережна рівнина від Туреччини до Лівану. Поверхня цієї літоральної зони покрита піщаними дюнами, які лише зрідка перериваються пагорбами, що спускаються від гір до моря. Сирія претендує на територіальні води Середземного моря на відстані 65 км від берега. Гірська місцевість на півночі Сирії — гірський ланцюг Джебель Ан-Нусайрія, що простягнулася вздовж узбережжя, має середню висоту понад 1212 метрів. Його найвища вершина Набі-Юніс (1575 м). Західні схили, продуваються вологими вітрами з моря, більш родючі і щільніше заселені, ніж східні схили, на які дує тільки гарячий сухий вітер з пустелі. Ще до ліванського кордону і горами Антиліван гірський ланцюг Джебель Ан-Нусайр переривається, утворюючи коридор, в якому розташувалося місто Хомс. На схід від хребта Джебель Ан-Нусайр простягся ще один ланцюг — Джебель Аз-Завія, між якими знаходиться долина Аль-Габ з родючими угіддями, зрошуваними звивистою річкою Оронт. На півдні гори Антилівану досягають висоти більше 2700 метрів біля сирійсько-ліванського кордону і простягаються у східному напрямку в бік плато. На східних схилах мало опадів і рослинності, гори там поступово переходять у пустелю. На південному заході велична гора Хермон (Джебель-Аш-Шейх), також стоїть на межі між Сирією і Ліваном, спускається на плато Хоран, що обдувається вологим середземноморським повітрям і лежаче на південь від Дамаска і на схід від Антилівану. На північний захід від Хорана знаходиться піднятий вулканічний район гірського хребта Джебель-Друз (перейменований у Джебель-аль-Араб).

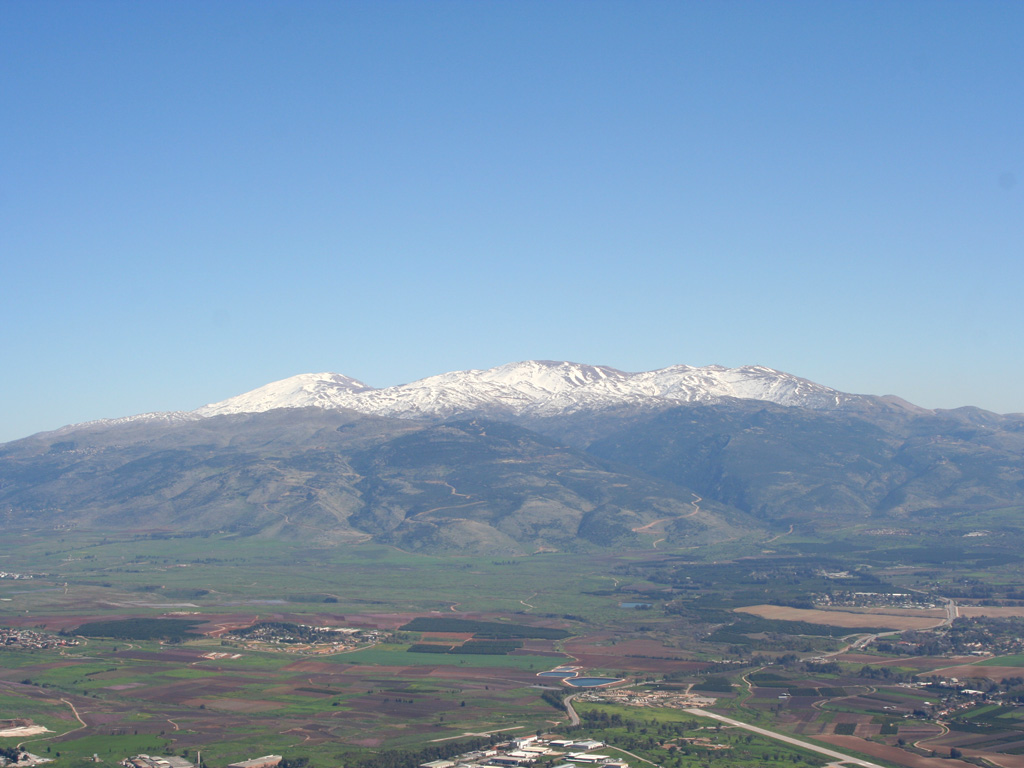
Гора Хермон
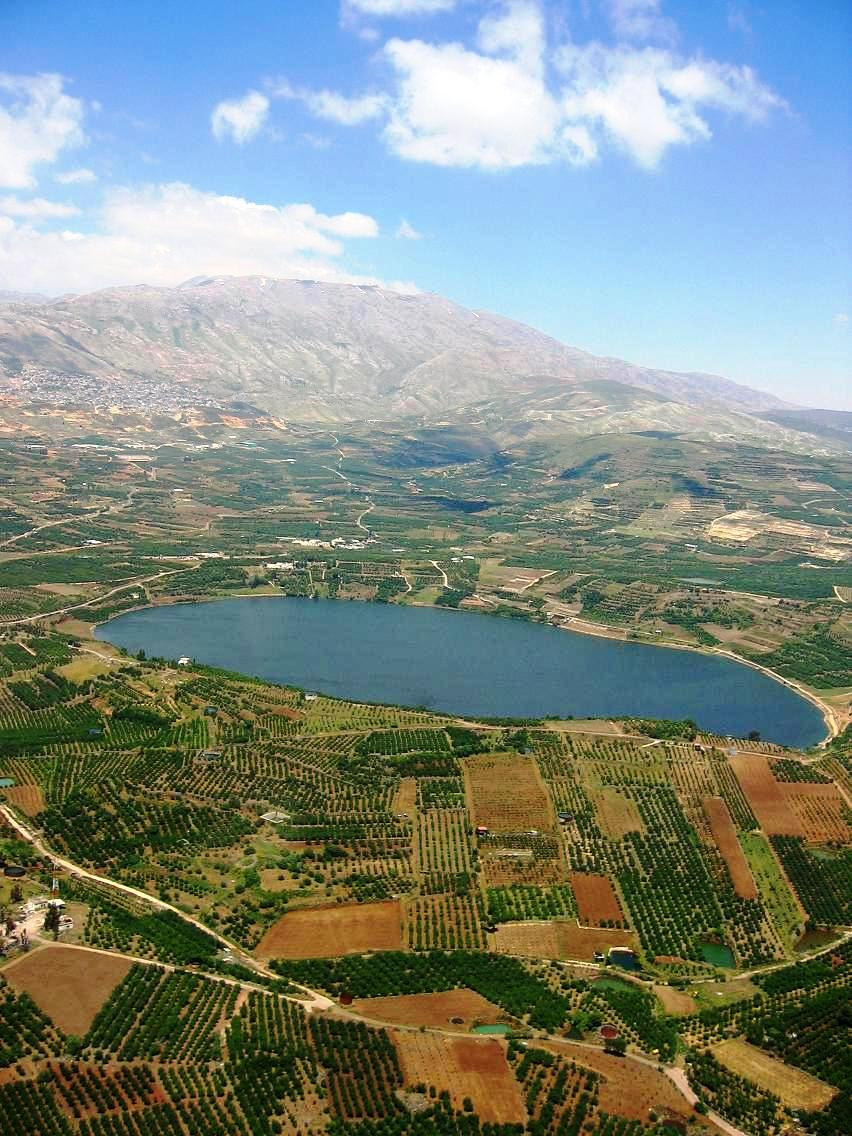
На Голанських висотах
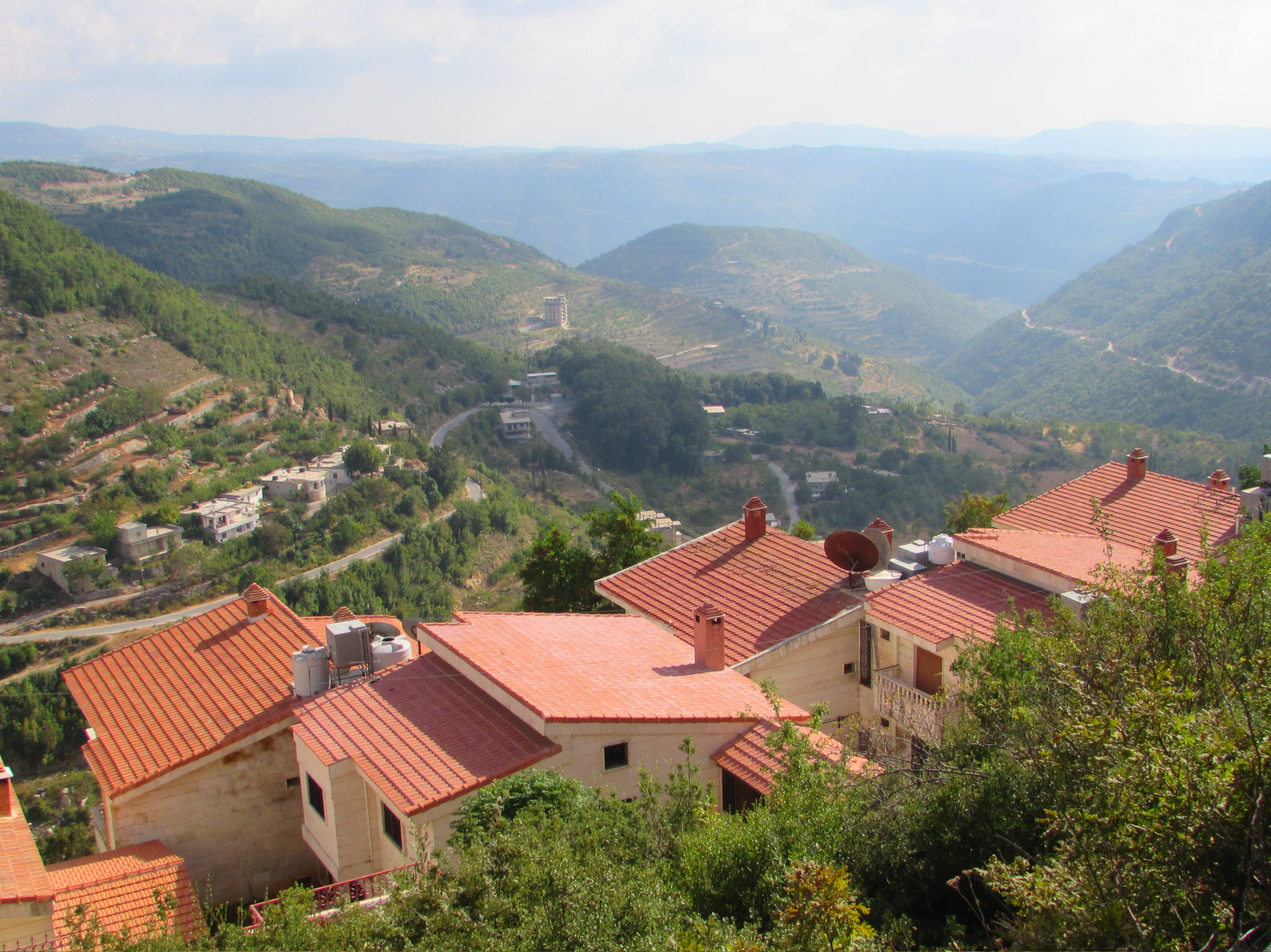
Береговий хребет

Весь регіон Східного плато перетинає низька ланцюг з гір Джебель Ар-Рувак, Джебель Абу-Руджмейн і Джебель Бішрі, що простягнулася в північно-східному напрямку від Джебель Аль-Араб до річки Євфрат. На південь від цих гір лежить посушлива пустеля Хамад. На північ від Джебель Ар-Рувак і схід від Хомса розташувалася ще одна пустеля — пустеля Хомс. Всі ці пустелі є частиною великої Сирійської пустелі. На північний схід від Євфрату знаходиться родючий регіон Джазіра, що омивається водами приток Євфрату. У 1960-х і 1970-х у цьому районі була успішно проведені іригаційні проекти, і сьогодні район є центром злакових і бавовняних культур. Значно зріс економічний потенціал Джазіри за рахунок відкриття нафти і природного газу на півночі регіону.

## Клімат
Територія Сирії лежить у субтропічному кліматичному поясі. Влітку переважають тропічні повітряні маси з ясною тихою антициклонічною погодою, взимку — помірні з похмурою дощовою досить вітряною циклонічною. Значні сезонні амплітуди температури повітря і розподілу атмосферних опадів, можливе випадіння снігу. Опадів випадає мало, і в основному на зимовий сезон. Характерне інтенсивне випаровування. Висока вологість повітря і випадання значної кількості опадів характерні лише для прибережної низовини і західних схилів хребта Ансарія. Висока середньорічна температура повітря характерна майже для всієї країни (для Середземноморського узбережжя + 19 °C, південно-східній частині Сирії — більш + 20 °C, решти частини + 15-20 °C). Тільки в гірських районах, розташованих на висоті більше 1000 м над рівнем моря, середньорічна температура не досягає +15 °C. У Сирії переважають вітри західного і північно-західного напрямків, які несуть вологу з боку Середземного моря. Однак навесні, на початку літа і восени з Аравійської пустелі дує гарячий вітер — хамсин. Він несе з собою величезну кількість піщаного пилу і піднімає температуру на 10-15 °C.

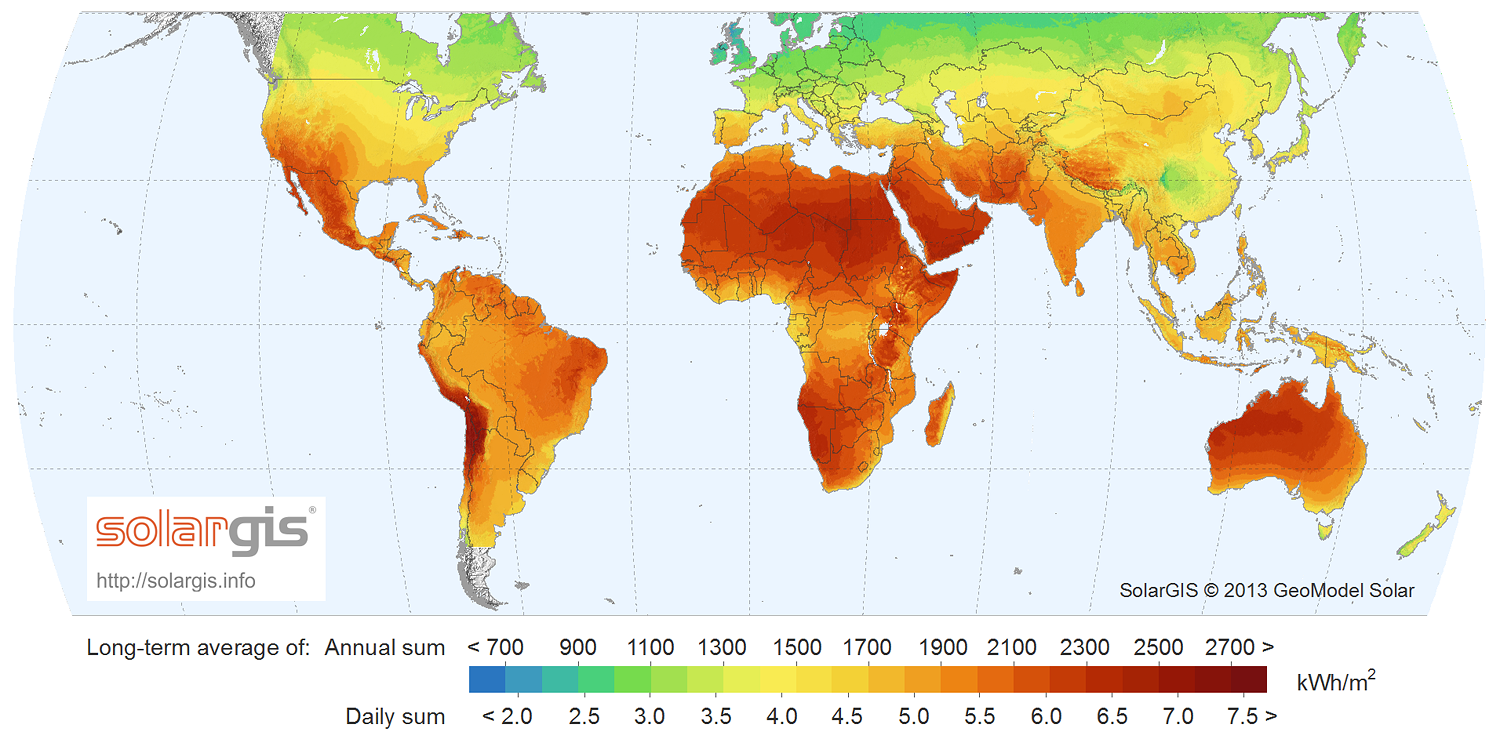
Сонячна радіація (англ.)
Кліматична карта Сирії (за Кеппеном)

| Клімат Сирії            | Клімат Сирії | Клімат Сирії | Клімат Сирії | Клімат Сирії | Клімат Сирії | Клімат Сирії | Клімат Сирії | Клімат Сирії | Клімат Сирії | Клімат Сирії | Клімат Сирії | Клімат Сирії | Клімат Сирії |
| Показник                | Січ.         | Лют.         | Бер.         | Квіт.        | Трав.        | Черв.        | Лип.         | Серп.        | Вер.         | Жовт.        | Лист.        | Груд.        | Рік          |
| Середній максимум, °C   | 10,8         | 12,6         | 16,4         | 21,9         | 27,4         | 32,3         | 34,9         | 34,8         | 32           | 26,7         | 18,9         | 12,7         | 23,4         |
| Середня температура, °C | 6,9          | 8,2          | 11,5         | 16,2         | 21,1         | 25,3         | 27,9         | 28           | 25           | 20,1         | 13,6         | 8,5          | 17,4         |
| Середній мінімум, °C    | 2,8          | 4            | 6,3          | 10,5         | 14,4         | 18,4         | 21,3         | 21,4         | 18           | 13,7         | 8,7          | 4,4          | 12           |
| Норма опадів, мм        | 73.3         | 59           | 50           | 35.8         | 17           | 2.4          | 0.6          | 0.3          | 2.4          | 20.9         | 42.3         | 62.7         | 382          |
| ----------------------- | ------------ | ------------ | ------------ | ------------ | ------------ | ------------ | ------------ | ------------ | ------------ | ------------ | ------------ | ------------ | ------------ |
| Джерело: Клімат Сирії   |              |              |              |              |              |              |              |              |              |              |              |              |              |

Клімат приморської смуги і підвітряних схилів хребта Ансарія на заході країни — вологий середземноморський. Середня річна кількість опадів 750 мм (у горах — 1000—1300 мм). Сезон дощів починається в жовтні і продовжується до березня — початку квітня (найінтенсивніше в січні). З травня по вересень опадів майже не випадає. На низьких висотах у цей сезон погода дискомфортна для людини: вдень повітря прогрівається до 30-35° C при високій вологості. Вище в горах влітку денні температури приблизно на 5 °C нижче, ніж на узбережжі, а вночі — навіть на 11 °C. Середні зимові температури становлять 13-15°С. Іноді бувають снігопади, але вони більш звичні лише для верхнього гірського поясу хребта Ансарія, де сніжне покривало може триматися два-три місяці. Хоча зиму вважають сезоном дощів, дощових днів буває небагато.
На сході країни, вже на східних схилах хребтів Ансарія, Антіліван і Еш-Шейх середня сума опадів зменшується до 500 мм (в Сирійській пустелі — до 200 мм). За таких умов існують степи і напівпустелі. Майже всі опади випадають взимку, тому озимі зернові культури можна вирощувати без зрошування. Амплітуда температур у межах степів і пустель більша, ніж на середземноморському узбережжі. Середня липнева температура у Дамаску, на західному краю степової зони, становить 28 °С, а в Дейр-ез-Зорі, що знаходиться в пустельній області, середня температура липня 33 °С. Денні температури в липні-серпні часто перевищують 38 °С. Після заходу сонця температура різко падає, зменшується вологість повітря. Таким чином, незважаючи на денну спеку, завдяки прохолодним сухим ночам у внутрішніх районах країни в літній час кліматична обстановка більш комфортна, ніж на узбережжі. Взимку в степових і пустельних районах приблизно на 5,5 °С прохолодніша, ніж у прибережній смузі. Середні зимові температури Дамаска і Дейр-ез-Зора 7 °С, а Халеба — 6 °С. На півночі степової зони часто бувають заморозки і випадає сніг, але в її південних районах, а також у пустелях ці кліматичні явища спостерігаються рідше. Нічні температури взимку опускаються значно нижче 0 °С.
Сирія є членом Всесвітньої метеорологічної організації (WMO), в країні ведуться систематичні спостереження за погодою.

## Внутрішні води
Загальні запаси відновлюваних водних ресурсів (ґрунтові і поверхневі прісні води) становлять 16,8 км³. Станом на 2012 рік в країні налічувалось 14,28 тис. км² зрошуваних земель. Водні шляхи в Сирії грають найважливішу роль в розвитку сільського господарства.
Річка Оронт також має велику економічну і історичну значущість. На посушливому плато на схід від Дамаської оази, струмки, декілька внутрішніх річок, що стікають в болота і невеликих озер забезпечують водою потреби зрошуваного землеробства. Найбільш значуща з річок Барада бере початок в горах Антиліван і губиться в пісках пустелі. Барада утворює оазу Аль-Гута, одну з визначних пам'яток Дамаску.

Гідрографічна мережа СиріїГідрографічна мережа Сирії
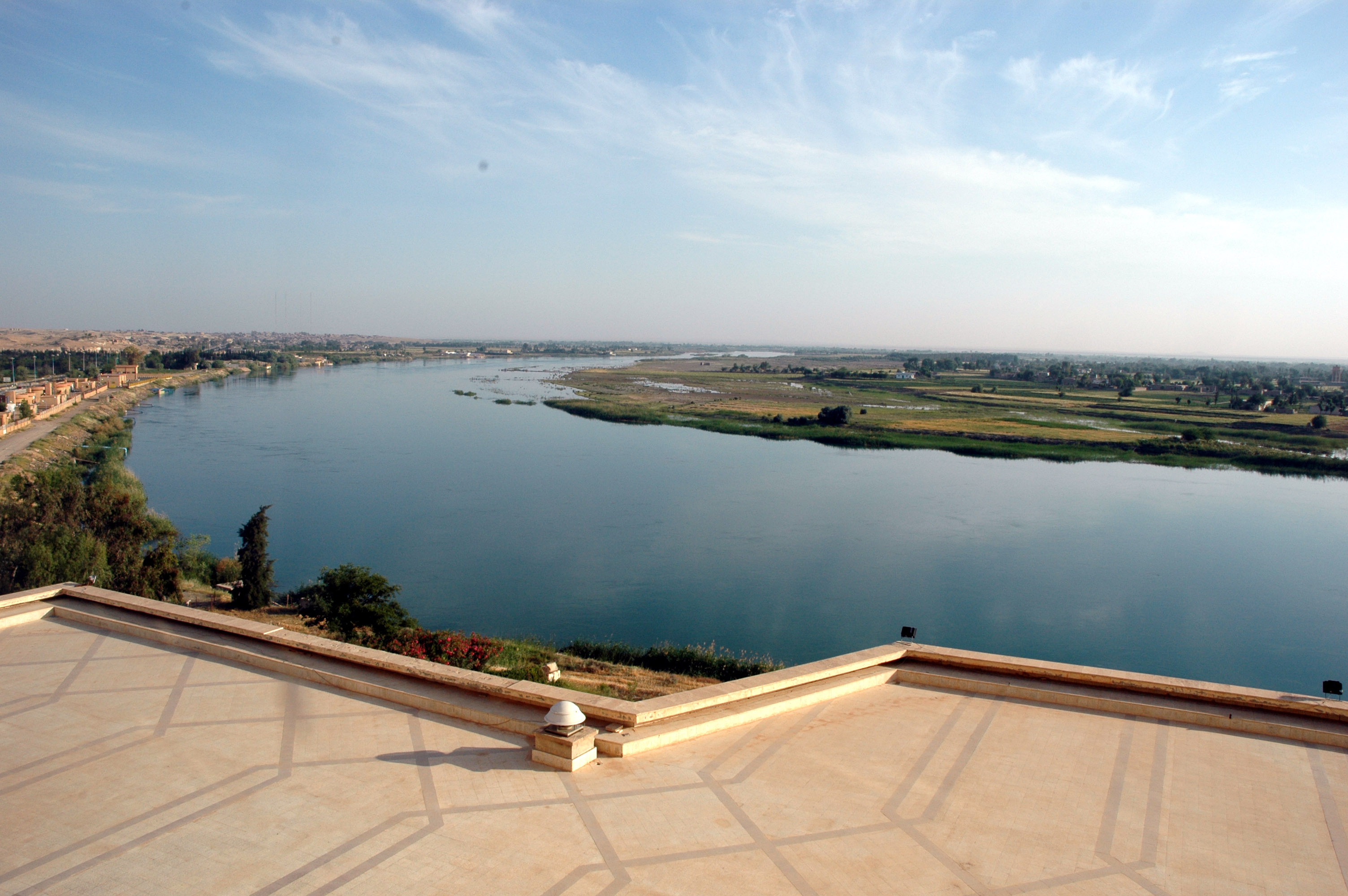
Євфрат у Дейр-ез-Зорі
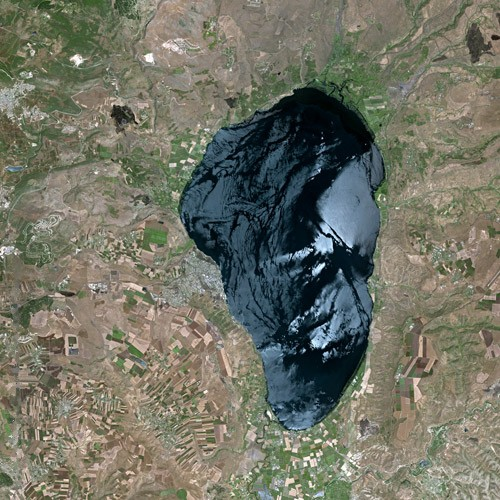
Тиверіадське озеро з космосу
Водосховище Асада з космосу

### Річки
Річки країни належать басейну Перської затоки Індійського океану — басейн Євфрату; на заході невеличкі річки несуть свої води до Середземного моря Атлантичного океану; на півдні — стік через Йордан до Червоного моря Індійського океану та безстічні області тимчасових потоків (ваді).
Головна річка країни — Євфрат (Шаттель-Фірат), яка акумулює в собі більше 80 % всіх водних ресурсів країни. Євфрат починається в Туреччині і перетинає територію Сирії з північного заходу на південний схід протягом 675 км, після чого направляється в Ірак. Ширина долини Євфрату на території Сирії коливається від 4 до 15 км. У Сирії Євфрат приймає 2 лівих притоки: Хабур (460 км) і Белих (105 км). Праві притоки Євфрату наповнюються водою лише навесні — типові ваді. Рівень води в колишні роки переважно був нестійкий, траплялися часті повені, особливо в період танення снігів.
Ель-Асі — друга за величиною річка Сирії. Вона бере початок в Лівані (у горах Баальбек) і впадає в Середземне море. По території Сирії Ель-Асі тече ділянкою 325 км, перетинає країну з півдня на північ. Ця річка харчується гірськими джерелами, талими снігами і володіє значними запасами води. Водами цієї річки зрошуються родючі рівнини Хомс, Хама, Ель-Габ. Місцями річка утворює озера і болота. По річці Тигр (Ед-Діжля) на ділянці 50 км проходить державний кордон Сирії з Туреччиною та Іраком. На південному заході Сирії тече річка Барада (71 км), що впадає в озеро Бухайра-аль-Утейба. Води річки Барада зрошують територію оази Дамаська Гута, де розташована столиця Сирії — Дамаск. Сирії належить також правий берег прикордонної з Йорданією річки Ярмук.

### Озера
Найбільші озера: Хомс, болота — Ашарна і Габ.
1973 року в Сирії було закінчено будівництво греблі Табака, що утворює водосховище, озеро Асад (близько 80 км в довжину і 8 км в середньому в ширину), яке використовується для зрошення плантацій бавовнику.

## Ґрунти
Більша частина країни покрита сіроземами, на півночі і заході поширені каштанові ґрунти, в горах на заході зустрічаються ареали коричневих, найбільш родючих ґрунтів. Вони відносяться до приморської низовини і нижніх схилів хребта Ансарія. Багато ґрунтів засолені і загіпсовані.

## Рослинність
Природна рослинність Сирії під сильним антропогенним впливом зазнала значних змін. У минулому хребет Ансарія на заході і гори на півночі країни були покриті лісами. Пізніше їм зміну прийшли вторинні ліси з низькорослими хвойними і листяними породами в малонаселених місцевостях і чагарниками середземноморського типу. У Західній Сирії, де менше місць проживання на гірських схилах, переважають вічнозелені дуби, лавр, мирт, олеандр, магнолія, фікуси. Зустрічаються також гаї кипариса, алепської сосни, ліванського кедра, ялівець.
Вздовж середземноморського узбережжя ростуть плантації тютюну, бововнику, цукрової тростини. У долинах річок вирощують інжир, шовковичне дерево, цитрусові, а на пологих схилах — оливки і виноград. На полях висівають кукурудзу, ячмінь, пшеницю, а також вирощують картоплю і овочі. На півночі і в низькогір'ях внутрішніх частин країни поширені типові бобово-злакові степи, які служать кормовою базою пасовищного скотарства (в основному вівчарства). На полях вирощують пшеницю і ячмінь, бавовник, а в умовах штучного зрошування — рис.

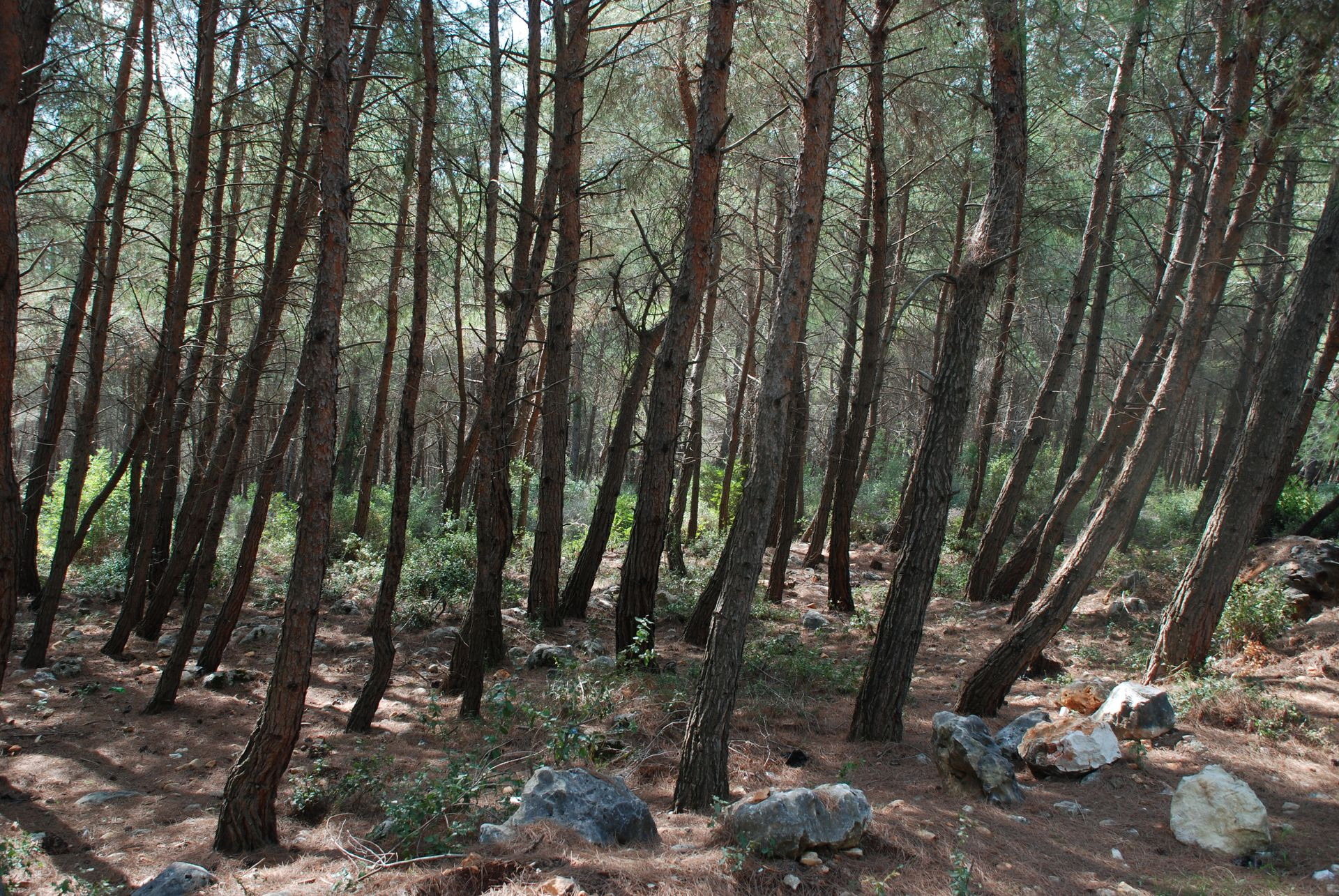
Сосновий ліс в горах на заході країни

У пустелях ландшафт пожвавлюється лише після дощу, коли з'являються молоді пагони трав і низькорослі чагарники, які представлені в основному саксаулом, біюргуном, бояличем, полином. Проте навіть такого бідного рослинного покриву досить для прокорму верблюдів, які розводять кочівники.
Земельні ресурси Сирії (оцінка 2011 року):
- придатні для сільськогосподарського обробітку землі — 75,8 %,
  - орні землі — 25,4 %,
  - багаторічні насадження — 5,8 %,
  - землі, що постійно використовуються під пасовища — 44,6 %;
- землі, зайняті лісами і чагарниками — 2,7 %;
- інше — 21,5 %[1].

## Тваринний світ
Зоогеографічно територія країни належить до Сахаро-Аравійської провінції Середземноморської підобласті Голарктичної області; середземноморське узбережжя — до Середземноморської провінції цієї підобласті. Тваринний світ Сирії різноманітний.
З хижаків зустрічаються дика кішка, рись, шакал, лисиця, смугаста гієна, каракал, у степах і напівпустелях багато тхорів, з копитних — антилопа, газель, дикий осел. Багато гризунів, наприклад, тушканчиків. Іноді зустрічаються їжатці, їжаки, вивірки, зайці. Плазуни: змії, ящірки, хамелеони. Зустрічаються різноманітні види птахів — фламінго, лелеки, чайки, чаплі, гуси, пелікани. По всій країні водяться жайворонки, рябки, дрохви, в містах і селах — горобці і голуби, в гаях — зозулі. З хижаків — орли, соколи, яструби, сови.

## Охорона природи
Сирія є учасником ряду міжнародних угод з охорони навколишнього середовища:
- Конвенції про біологічне різноманіття (CBD);
- Рамкової конвенції ООН про зміну клімату (UNFCCC);
- Кіотського протоколу до Рамкової конвенції;
- Конвенції ООН про боротьбу з опустелюванням (UNCCD);
- Конвенції про міжнародну торгівлю видами дикої фауни і флори, що перебувають під загрозою зникнення (CITES);
- Базельської конвенції протидії транскордонному переміщенню небезпечних відходів;
- Монреальського протоколу з охорони озонового шару;
- Міжнародної конвенції запобігання забрудненню з суден (MARPOL);
- Рамсарської конвенції із захисту водно-болотних угідь[12].

Урядом країни підписані, але не ратифіковані міжнародні угоди щодо: Конвенції про заборону військового впливу на природне середовище (ENMOD).

## Стихійні лиха та екологічні проблеми
На території країни спостерігаються небезпечні природні явища і стихійні лиха:
- пилові й піщані бурі;
- потенційно активні вулкани Ес-Сафа й безіменний на сирійсько-турецькому кордоні[1].

Серед екологічних проблем варто відзначити:
- знеліснення;
- перевипасання;
- ерозію ґрунтів;
- спустелювання;
- забруднення вод неочищеними стічними водами і відходами нафтопереробки;
- нестача ресурсів питної води.

## Фізико-географічне районування
У фізико-географічному відношенні територію Сирії можна розділити на райони, що відрізняються один від одного рельєфом, кліматом, рослинним покривом:

### Українською
- Атлас світу / голов. ред. І. С. Руденко ; зав. ред. В. В. Радченко ; відп. ред. О. В. Вакуленко. — К. : ДНВП «Картографія», 2005. — 336 с. — ISBN 9666315467.
- Атлас. 7 клас. Географія материків і океанів / Укладачі О. Я. Скуратович, Н. І. Чанцева. — К. : ДНВП «Картографія», 2014.
- Бєлозоров С. Т. Географія материків. — К. : Вища школа, 1971. — 371 с.
- Барановська О. В. Фізична географія материків і океанів : навч. посіб. для студентів ВНЗ : [у 2 ч.]. — Н. : Ніжинський державний університет ім. Миколи Гоголя, 2013. — 306 с. — ISBN 978-617-527-106-3.
- Сирія // Гірничий енциклопедичний словник : [у 3-х тт.] / за ред. В. С. Білецького. — Д. : Східний видавничий дім, 2004. — Т. 3. — 752 с. — ISBN 966-7804-78-X.
- Дубович І. А. Країнознавчий словник-довідник. — 5-те вид., перероб. і доп. — К. : Знання, 2008. — 839 с. — ISBN 978-966-346-330-8.
- Панасенко Б. Д. Фізична географія материків : навч. посіб. : в 2 ч. — В. : ЕкоБізнесЦентр, 1999. — 200 с.
- Фізична географія материків та океанів : підруч. для студ. вищ. навч. закл. : у 2 т / за ред. П. Г. Шищенка. — К. : Видавництво Київського нац. ун-т ім. Т. Шевченка, 2009. — Т. 1. : Азія. — 643 с. — ISBN 978-966-439-257-7.
- Юрківський В. М. Регіональна економічна і соціальна географія. Зарубіжні країни: Підручник. — 2-ге. — К. : Либідь, 2001. — 416 с. — ISBN 966-06-0092-5.

### Англійською
- (англ.) Syria a Country Study. — Washington, D.C. : Federal Research Division, 2004. — ISBN 9781419150227.
- (англ.) Graham Bateman. The Encyclopedia of World Geography. — Andromeda, 2002. — 288 с. — ISBN 1871869587.

### Російською
- (рос.) Авакян А. Б., Салтанкин В. П., Шарапов В. А. Водохранилища. — М. : Мысль, 1987. — 326 с. — (Природа мира)
- (рос.) Алисов Б. П., Берлин И. А., Михель В. М. Курс климатологии [в 3-х тт.] / под. ред. Е. С. Рубинштейна. — Л. : Гидрометиздат, 1954. — Т. 3. Климаты земного шара. — 320 с.
- (рос.) Апродов В. А. Вулканы. — М. : Мысль, 1982. — 368 с. — (Природа мира)
- (рос.) Апродов В. А. Зоны землетрясений. — М. : Мысль, 2010. — 462 с. — (Природа мира) — ISBN 978-5-244-01122-7.
- (рос.) Бабаев А. Г., Зонн И. С., Дроздов Н. Н., Фрейкин З. Г. Пустыни. — М.  : Мысль, 1986. — 320 с. — (Природа мира)
- (рос.) Букштынов А. Д., Грошев Б. И., Крылов Г. В. Леса. — М. : Мысль, 1981. — 316 с. — (Природа мира)
- (рос.) Власова Т. В. Физическая география материков. С прилегающими частями океанов. Евразия, Северная Америка. — 4-е, перераб. — М. : Просвещение, 1986. — 417 с.
- (рос.) Гвоздецкий Н. А. Карст. — М. : Мысль, 1981. — 214 с. — (Природа мира)
- (рос.) Гвоздецкий Н. А., Голубчиков Ю. Н. Горы. — М. : Мысль, 1987. — 400 с. — (Природа мира)
- (рос.) Географический энциклопедический словарь: географические названия / под. ред. А. Ф. Трёшникова. — 2-е изд., доп. — М. : Советская энциклопедия, 1989. — 585 с. — ISBN 5-85270-057-6.
- (рос.) Исаченко А. Г., Шляпников А. А. Ландшафты. — М. : Мысль, 1989. — 504 с. — (Природа мира) — ISBN 5-244-00177-9.
- (рос.) Каплин П. А., Леонтьев О. К., Лукьянова С. А., Никифоров Л. Г. Берега. — М. : Мысль, 1991. — 480 с. — (Природа мира) — ISBN 5-244-00449-2.
- (рос.) Словарь современных географических названий / под общей редакцией акад. В. М. Котлякова. — Екатеринбург : У-Фактория, 2006.
- (рос.) Лобова Е. В., Хабаров А. В. Почвы. — М. : Мысль, 1983. — 304 с. — (Природа мира)
- (рос.) Максаковский В. П. Географическая картина мира. Книга I: Общая характеристика мира. — М. : Дрофа, 2008. — 495 с. — ISBN 978-5-358-05275-8.
- (рос.) Максаковский В. П. Географическая картина мира. Книга II: Региональная характеристика мира. — М. : Дрофа, 2009. — 480 с. — ISBN 978-5-358-06280-1.
- (рос.) Сирія // Поспелов Е. М. Топонимический словарь. — М. : АСТ, 2005. — 229 с. — ISBN 5-17-016407-6.
- (рос.) Пфеффер П. Азия. — М. : Прогресс, 1982. — 316 с. — (Континенты, на которых мы живем)
- (рос.) География / под ред. проф. А. П. Горкина. — М. : Росмэн-Пресс, 2006. — 624 с. — (Современная иллюстрированная энциклопедия) — ISBN 5-353-02443-5.
- (рос.) Физико-географический атлас мира. — М. : Академия наук СССР и Главное управление геодезии и картографии ГУГК СССР, 1964. — 298 с.
- (рос.) Энциклопедия стран мира / глав. ред. Н. А. Симония. — М. : НПО «Экономика» РАН, отделение общественных наук, 2004. — 1319 с. — ISBN 5-282-02318-0.